# Verantwoord afvallen

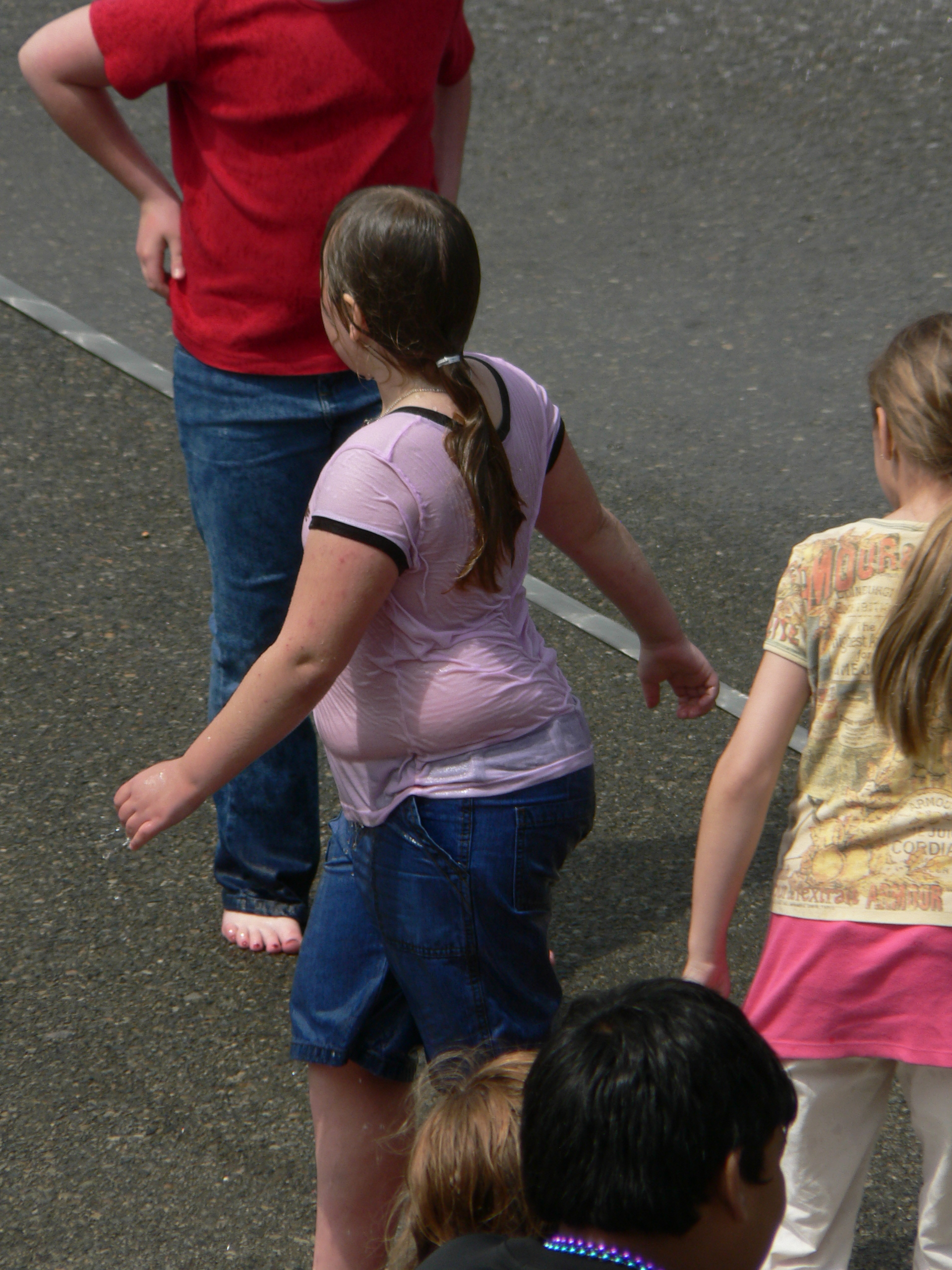
Overmatig vetweefsel

Onder verantwoord afvallen wordt verstaan de hoeveelheid vetweefsel af te laten nemen zonder dat dit schade toebrengt aan de gezondheid.

## Doel van afvallen
De mens heeft een lichaam dat zich ontwikkelde in tijden waarin voedselschaarste heel gebruikelijk was. In de westerse wereld is dit nog maar zelden het geval. De voedingsindustrie zorgt voor de aanvoer van veel energierijke voedingsmiddelen. Hierdoor kan de menselijke energiebalans doorslaan. Het lichaam is er op ingericht om alles wat het binnenkrijgt zo efficiënt mogelijk op te slaan voor tijden van schaarste. Blijft deze schaarste uit dan neemt de hoeveelheid vet in het lichaam toe. Dikke mensen hebben meer kans op ziektes en kwalen dan anderen. Kankers, hart- en vaatziekten en suikerziekte zijn voorbeelden van ziekten, waarvan de kans op het krijgen ervan daalt na een aantal kilo's af te zijn gevallen.

## Negatieve energiebalans
Om af te vallen dient er netto meer energie verbruikt te worden dan dat er binnengekregen wordt. De volgende vier soorten stoffen leveren energie: vet, koolhydraten/glucose, eiwit en alcohol. Deze energie wordt door het lichaam voor de volgende vier zaken gebruikt: warmteproductie, beweging, weefselonderhoud en weefselopbouw. Eén manier van afvallen kan het minder innemen van de vier energieleverende stoffen zijn. De andere manier is ervoor te zorgen dat het lichaam meer energie gebruikt. Een derde manier is de combinatie van die twee.

## Vet en vitamines
Doordat vetten een groot gedeelte uitmaken van de voeding is het vrij eenvoudig de hoeveelheid terug te brengen. Het lichaam heeft maar een beperkt aantal vetachtige stoffen nodig. Dit zijn essentiële vetzuren en de vetoplosbare vitamines. Dit kan door het tweemaal per week eten van een portie vette vis zoals haring, makreel, zalm of paling. Door dagelijks wat te eten van groentes met veel bètacaroteen, zoals wortel, spinazie of paprika wordt de vitamine A-behoefte van het lichaam ruimschoots gedekt. De vitamine D-behoefte wordt gedekt als 's zomers handen en gezicht een kwartier tot een half uur blootgesteld worden aan direct zonlicht. In de winter volstaat dit echter vaak niet voor bepaalde bevolkingsgroepen.

## Koolhydraatinname
De gemiddelde energieleverantie door inname van koolhydraten is groot. Afvallen op verantwoorde wijze gaat het meest effectief door middel van beperking hiervan. In het algemeen is dit effectiever dan het beperken van vetten en eiwitten. Het gaat hierbij met name om het beperken van koolhydraten in de vorm van suiker en suikerrijke producten, de zogenaamde enkelvoudige koolhydraten. Men moet hierbij niet overdrijven want het lichaam heeft dagelijks koolhydraten nodig, vooral de meervoudige koolhydraten. Op de eerste plaats omdat rode bloedcellen nergens anders op kunnen teren. Deze zijn afhankelijk van glucose. Glucose komt normaliter voor in een constante concentratie in het bloed. Een weefsel dat niet zonder suikers kan, is het hersenweefsel. De lever maakt glycogeen en slaat het op om als brandstof voor de zenuwcellen te dienen. Dit is de reden dat er aanbevolen wordt degelijk te ontbijten. Na een nacht is deze voorraad van glycogeen in de lever uitgeput en dient aangevuld te worden door het eten van koolhydraten. Als dit niet aangevuld wordt, wendt de lever eiwit aan, die vooral uit het spierweefsel onttrokken wordt. Deze eiwitten worden vervolgens omgezet in glucose voor rode bloedcellen en zenuwcellen. Als de koolhydraatinname gedurende langere tijd onvoldoende is, treedt er een ander mechanisme in werking. Dan worden vetzuren afgebroken en omgezet in kleinere eenheden: de ketonzuren. Hier draaien de zenuwcellen en rode bloedcellen vervolgens op.

## Bewegen
Afvallen gaat makkelijker als een gezond voedingsschema wordt gecombineerd met extra beweging of sport. Iedere dag minimaal 30 minuten extra bewegen werkt positief. Dit kan bijvoorbeeld door wandelen of fietsen. Het is mogelijk het afvallen te versnellen door bijvoorbeeld hardlopen, fietsen of trainen bij een sportschool.

## Invloeden

### Genetisch
Geschat wordt dat de invloed van genetica op de kans op overgewicht tussen de 40 en 70 procent ligt. Een gen dat steeds meer aandacht krijgt is het FTO-gen. Mensen met een ongunstige variant hiervan lijken net wat meer te kunnen eten, waardoor ze gemiddeld genomen net wat zwaarder worden. Het gaat niet om één gen, maar om een samenhang (interactie) van verschillende genen die samen het risico verhogen op overgewicht. Een trage stofwisseling als gevolg van een genetische afwijking is vaak niet de reden voor overgewicht en maar voor 1-5 procent verklaard in gewichtsverschil.

### Psychisch
- Eetmomenten zijn niet zozeer een bewuste keuze als wel een instinctieve beslissing, aangestuurd door hormonen en gewoontes. Dat maakt het extra moeilijk om verminderde energie-inname vol te houden bij en na een afslankpoging.[8] Daarom is het belangrijk om ook inzicht te krijgen in eetpatronen en redenen waarom men te veel eet.[9]
- Iemand die gestrest is zal eerder naar zoet en vet eten grijpen. Ontspanning en voldoende rust zijn daarom belangrijk als men wil afvallen en op gewicht wil blijven.[9]
- Een gecontroleerd dieet waarbij men voor langere tijd de eetgewoontes aanpast en iets minder energie inneemt dan voorheen, maakt het eenvoudiger om een laag gewicht te bereiken en te handhaven dan wanneer men in korte tijd zeer weinig energie inneemt (crashdieet).[10]
- Ons brein heeft moeite met beloningen op de lange termijn, en kiest vaak automatisch voor behoeftebevrediging op de korte termijn. Dat betekent dat we makkelijk zwichten voor 'even snoepen' en daarbij het langetermijndoel van een laag gewicht negeren.[11]
- Als we aan het eind van de dag moe zijn, is het moeilijker om verleidingen te weerstaan. Uit Amerikaans onderzoek is gebleken dat als onze hersenen hard hebben moeten werken, het vermogen om vervolgens een rationele beslissing te nemen het laat afweten tegen een impulsieve beslissing.[12] Ook het feit dat we de hele dag al 'nee' hebben moeten zeggen tegen ongezond eten, maakt dat er vermoeidheid optreedt waardoor we aan het eind van de dag minder goed in staat zijn om onze wilskracht te handhaven. Dit verschijnsel (ego-depletie) maakt dat we 's avonds zo makkelijk gaan snacken.[13]

### Maatschappelijk
- Ons oerinstinct zorgt ervoor dat we onbewust een reserve willen aanleggen in de vorm van opgeslagen lichaamsvet voor periodes waarin minder voedsel beschikbaar is. Het feit dat we nu leven in een maatschappij waarin altijd voldoende eten beschikbaar is heeft dit instinct niet verminderd waardoor we al snel te veel eten.[14]
- Onze maatschappij is in de 20ste eeuw zo veranderd dat we steeds minder zijn gaan bewegen. In plaats van fysieke arbeid wordt nu vooral zittend werk verricht. Hierdoor verbranden we minder energie dan onze voorouders, terwijl we wel evenveel, of zelfs meer en energierijker, eten.[14]
- Onze maatschappij is zo ingericht dat goedkoop, bewerkt voedsel altijd voorhanden is, en we continu verleid worden om te eten.[14] Verpakt voedsel maakt het daarnaast mogelijk om de hele dag door, ook onderweg, te eten.
- De portiegroottes van verpakte producten worden door de fabrikanten bepaald. Het blijkt dat deze de porties steeds groter maken en ook in multi-verpakkingen aanbieden, wat uitnodigt tot meer eten.[13] Kopers worden verleid grotere porties te nemen doordat de prijs relatief lager is en je dus meer waar voor je geld krijgt.[15]
- Ook de introductie van (afhaal-)eten en -drinken in porties van small, medium en large afmeting is van invloed. Uit onderzoek blijkt dat mensen geneigd zijn voor de middelste optie te kiezen, of voor de 'normale' portie als er een kleine en een normale portie wordt aangeboden. Als porties groter gemaakt worden of als er meer opties komen, schuift de keuze onbewust mee op naar grotere porties.[16]
- Maatschappelijk gezien is er een groeiend bewustzijn van het belang van verantwoord afvallen, waarbij gezondheid en welzijn voorop staan in plaats van snelle, ongezonde oplossingen.